# Uber Cup 1986
Die 11. Auflage des Uber Cups, der Weltmeisterschaft für Damenmannschaften im Badminton, fand gemeinsam mit dem Thomas Cup 1986 im Mai 1986 in Jakarta in Indonesien statt. Sieger wurde das Team aus China, welches im Finale gegen Indonesien mit 3:2 gewann.

## Vorrunden

### Qualifikationsrunde Europa
(Mülheim an der Ruhr)

#### Gruppe A
England gegen  Deutschland 5:0

 England gegen  Wales 5:0

 England gegen  Irland 5:0

 Irland gegen  Wales 3:2

 Irland gegen  Deutschland 5:0

 Deutschland gegen  Wales 5:0

#### Gruppe B
Schweden gegen  Sambia 5:0

 Schweden gegen  Österreich 5:0

 Schweden gegen  Schweiz 5:0

 Schweden gegen  Schottland 5:0

 Schottland gegen  Österreich 5:0

 Schottland gegen  Schweiz 5:0

 Schottland gegen  Sambia 5:0

 Österreich gegen  Schweiz 5:0

 Österreich gegen  Sambia 5:0

 Schweiz gegen  Sambia 5:0

#### Gruppe C
Niederlande gegen  Island 5:0

 Niederlande gegen  Frankreich 5:0

 Niederlande gegen  Norwegen 5:0

 Niederlande gegen  Sowjetunion 3:2

 Sowjetunion gegen  Island 5:0

 Sowjetunion gegen  Norwegen 5:0

 Sowjetunion gegen  Frankreich 5:0

 Norwegen gegen  Frankreich 4:1

 Norwegen gegen  Island 3:2

 Island gegen  Frankreich 5:0

#### Gruppe D
Dänemark gegen  Polen 5:0

 Dänemark gegen  Belgien 5:0

 Dänemark gegen  Finnland 5:0

 Finnland gegen  Belgien 2:3

 Finnland gegen  Polen 0:5

 Polen gegen  Belgien 3:2

#### Halbfinale
England gegen  Schweden 4:1

 Dänemark gegen  Niederlande 5:0

#### Spiel um Platz 3
Niederlande gegen  Schweden 2:3

#### Finale
Dänemark gegen  England 2:3
 England,  Dänemark und  Schweden qualifiziert für das Finale

### Qualifikationsrunde Asien
(Bangkok)

#### Gruppe A
Südkorea gegen  Sri Lanka 5:0

 Südkorea gegen  Malaysia 5:0

 Südkorea gegen  Indien 4:1

 Malaysia gegen  Indien 3:2

 Malaysia gegen  Sri Lanka 5:0

 Indien gegen  Sri Lanka 5:0

#### Gruppe B
Japan gegen  Australien 5:0

 Japan gegen  Hongkong 5:0

 Japan gegen  Thailand 5:0

 Thailand gegen  Australien 4:1

 Thailand gegen  Hongkong 5:0

 Australien gegen  Hongkong 5:0

#### Halbfinale
Südkorea gegen  Thailand 4:1

 Japan gegen  Malaysia 4:1

#### Spiel um Platz 3
Malaysia gegen  Thailand 2:3

#### Finale
Japan gegen  Südkorea 1:4
 Japan und  Südkorea qualifiziert für das Finale

### Qualifikationsrunde Amerika
(Vancouver)

#### Gruppe A
Kanada gegen  Peru 5:0

 Kanada gegen  Jamaika 5:0

 Peru gegen  Jamaika 5:0

#### Gruppe B
Taiwan gegen  Neuseeland 5:0

 Taiwan gegen  Vereinigte Staaten 5:0

 Vereinigte Staaten gegen  Neuseeland 2:3

#### Halbfinale
Kanada gegen  Neuseeland 5:0

 Taiwan gegen  Peru 5:0

#### Spiel um Platz 3
Peru gegen  Neuseeland 2:3

#### Finale
Kanada gegen  Taiwan 3:2
 Kanada qualifiziert für Finale

## Gruppe A
| Platz | Team                | Pld | W | L | MF | MA | MD  | GF | GA | GD  | PF  | PA  | PD   | Pts | Qualifikation |
| ----- | ------------------- | --- | - | - | -- | -- | --- | -- | -- | --- | --- | --- | ---- | --- | ------------- |
| 1     | Volksrepublik China | 3   | 3 | 0 | 15 | 0  | +15 | 30 | 1  | +29 | 385 | 167 | +218 | 3   | Q             |
| 2     | Japan               | 3   | 2 | 1 | 8  | 7  | +1  | 17 | 14 | +3  | 290 | 248 | +42  | 2   | Q             |
| 3     | Dänemark            | 3   | 1 | 2 | 5  | 10 | −5  | 10 | 20 | −10 | 238 | 317 | −79  | 1   |               |
| 4     | Schweden            | 3   | 0 | 3 | 2  | 13 | −11 | 4  | 26 | −22 | 180 | 361 | −181 | 0   |               |

## Gruppe B
| Platz | Team       | Pld | W | L | MF | MA | MD  | GF | GA | GD  | PF  | PA  | PD   | Pts | Qualifikation |
| ----- | ---------- | --- | - | - | -- | -- | --- | -- | -- | --- | --- | --- | ---- | --- | ------------- |
| 1     | Indonesien | 3   | 3 | 0 | 13 | 2  | +11 | 25 | 6  | +19 | 359 | 249 | +110 | 3   | Q             |
| 2     | Südkorea   | 3   | 2 | 1 | 11 | 4  | +7  | 24 | 11 | +13 | 373 | 264 | +109 | 2   | Q             |
| 3     | England    | 3   | 1 | 2 | 5  | 10 | −5  | 12 | 22 | −10 | 307 | 377 | −70  | 1   |               |
| 4     | Kanada     | 3   | 0 | 3 | 1  | 14 | −13 | 7  | 29 | −22 | 285 | 434 | −149 | 0   |               |

## K.-o.-Runde
|  | Halbfinale          | Halbfinale |          |   | Finale | Finale |
|  |                     |            |          |   |        |        |
|  | Südkorea            | 1          |          |   |        |        |
|  | Volksrepublik China | 4          |          |   |        |        |
|  |                     |            |          |   |        |        |
|  |                     |            |          |   |        |        |
|  | Volksrepublik China | 3          |          |   |        |        |
|  |                     | Indonesien | 2        |   |        |        |
|  |                     |            |          |   |        |        |
|  | Spiel um Platz drei |            |          |   |        |        |
|  |                     |            | Südkorea | 3 |        |        |
|  | Japan               | 0          | Japan    | 2 |        |        |
|  | Indonesien          | 5          |          |   |        |        |